# Lilia Bongi
Lilia Bongi, née au Congo belge, RDC en 1956, est une auteure belge d'origine congolaise,.

## Biographie
Née en 1956 au Congo, Lilia Bongi est envoyée, à l’âge de 10 ans, à Gembloux en Belgique par son père, pour y poursuivre ses études. Malgré la distance et le passage des années, elle conserve la nostalgie de ses racines congolaises. Elle ne revoit sa mère que deux fois avant le décès celle-ci. Le vide laissé par cette perte la pousse à renouer avec ses racines congolaises et retourner à Boma, ville d’origine de sa mère. Dans cette ville, elle se reconnecte avec sa famille et ses origines.
Elle a travaillé durant 25 ans à la Commission européenne de Bruxelles.

## Publications

### Romans
- Amsoria, autoédition, Belgique, 2020  (ISBN 9782960244106)[6],[7],[8],[9],[10],[11].

### Contes
- La légende de la femme-oiseau, autoédition, Belgique, 2023[12],[13].

## Distinctions
- 2022 : Amsoria - Grand prix fiction à la 1re édition du Grand prix congolais du livre[14],[15],[16],[17],[18],[19],[20].

## Hommages
En 2025, un concours littéraire portant le nom Lilia Bongi est créé,,.